# Маджама (жанр)
Маджама (груз. მაჯამა) — жанр лирической поэмы в старинной грузинской поэзии.
Текст поэтического произведения, написанного в этом жанре, состоит из чрезвычайно сложных и замысловатых четверостиший. Смысл написанного в жанре Маджама сознательно затемнён, смысл уступает место игре слов-омонимов, которые читателю предстоит разгадать. В этом жанре сочетаются мотивы тоски, скорби и эротические мотивы, воспевается вино и веселье.
В жанре Маджама писали: царь Теймураз I, царь Арчил II, царь Вахтанг VI.